# Skvader

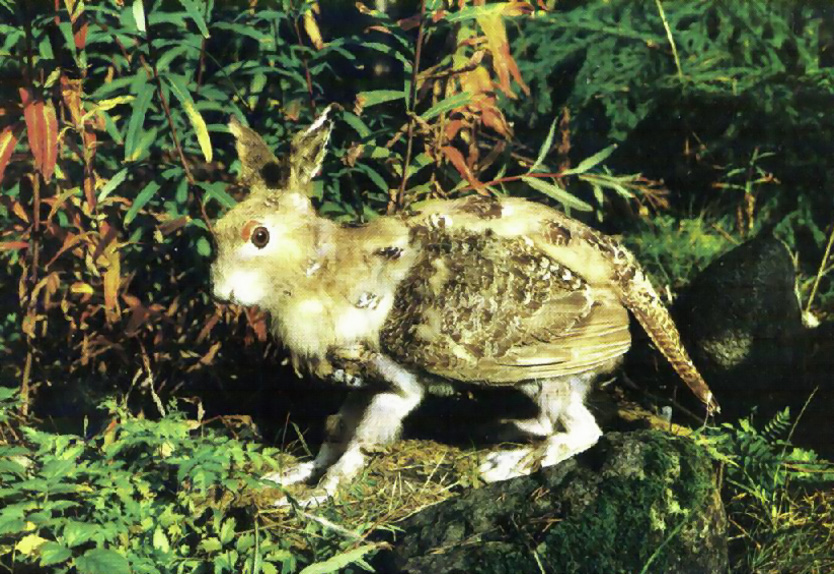
Rudolf Granbergs gemaakte skvader

De skvader is een fictief, in 1918 door de Zweedse taxidermist Rudolf Granberg in elkaar gezet dier dat tentoongesteld staat in het museum Norra Berget te Sundsvall. De kop, borst en poten zijn overgenomen van de Europese haas (Lepus europaeus) en de rug, vleugels en staart van het auerhoen (Tetrao urogallus). Het kreeg als grap de Latijnse naam Tetrao lepus pseudo-hybridus rarissimus L.
De naam van het fictieve dier zou volgens het Svenska Akademiens ordbok een samenstelling kunnen zijn van het woorddeel skva- in woorden als skvalta, skvatta, skvattra (piepen, snateren) en het woorddeel -der in tjäder (auerhoen).

## Oorsprong
In het begin van de 20e eeuw vertelde Håkan Dahlmark in een restaurant in Sundsvall een sterk verhaal over de jacht. Hij beweerde in 1874 tijdens een jacht ten noorden van Sundsvall een skvader te hebben geschoten. Bij zijn verjaardag in 1907 kreeg Dahlmark van zijn schoonmaakster een schilderij aangeboden, waarop haar neef een skvader had afgebeeld. Vlak voor zijn dood doneerde Dahlmark het schilderij aan het plaatselijke museum. Tijdens een expositie in Örnsköldsvik, waar het schilderij werd geëxposeerd, vroeg de museumdirecteur de taxidermist Rudolf Granberg om het dier te reconstrueren. In 1918 was het dier klaar en sindsdien is het een populair onderdeel van het museum.
In de loop van de tijd is de skvader een officieus symbool geworden voor Sundsvall. Tevens is de naam skvader een synoniem geworden voor 'slecht compromis' of 'combinatie van tegengestelde elementen'.